# Peter Baust
Peter Baust (* 20. Juli 1893 in Eitorf; † 6. September 1954 in Krefeld) war ein deutscher Opernsänger und Heldentenor.

## Leben und Wirken
Nach seiner Ausbildung und dem Wehrdienst während des Ersten Weltkrieges debütierte er 1918 am Stadttheater Hildesheim als Tenor. Nach einigen Jahren in der Schweiz, in der er Engagements am Stadttheater Bern und am Stadttheater Basel kehrte er 1933 in das Deutsche Reich zurück und erhielt eine Anstellung am Stadttheater Krefeld. Hier gab er den jugendlichen Helden- und den Charaktertenor. Nach Ende des Zweiten Weltkrieges war er kurze Zeit am Nationaltheater Weimar tätig und ging 1947 an die Bühnen der Stadt Gera, wo er bis 1949 blieb. Er verließ die neugegründete DDR und ließ sich in Krefeld nieder, wo er fünf Jahre später starb.
Er sang in zahlreichen Opern, insbesondere von Puccini, Verdi und Richard Wagner.